# Yuci
Yuci (en chino, 榆次; pinyin, Yúcì) es un distrito urbano bajo la administración directa de la Prefectura Jinzhong. Se ubica al centro-este de la provincia de Shanxi, este de la República Popular China. Su área es de 1318 km² y su población total para 2010 superó los 630 mil habitantes.

## Administración
Desde julio de 2020, el Distrito Yuci se divide en 19 pueblos que se administran en 9 subdistritos, 6  poblados y 4 villas.

## Toponimia
Durante el período de los Reinos Combatientes, se estableció el Estado Yuzhou (榆州国) en los territorios de Yuwang (榆罔), el octavo descendiente del Emperador Yan. Posteriormente, para conmemorar al Emperador Yuwang, la zona central del antiguo Estado Yuzhou se llamó Yushe (榆社), que significa "la sociedad de Yuwang", mientras que las áreas periféricas se conocieron como Yuci (榆次) "la periferia de Yuwang".